# سابون (رود)
سابون (به لاتین: Sabun) یک رود در روسیه است که در ناحیه خودگردان خانتی-مانسی واقع شده‌است.